# قناة نسمة الجديدة
قناة نسمة أو قناة نسمة الجديدة هي قناة فضائية ترفيهية فنية تونسية أنشئت في تونس سنة 2007 من طرف الأخوين التونسيين غازي ونبيل القروي، وهي موجهة لجمهور المغرب العربي.
مقراتها في باريس وتونس العاصمة وهي ملك لشركة الإعلانات قروي وقروي.
بعد صراع طويل مع «الهايكا»، أعلنت إدارة القناة في مارس 2022، تغيير اسم القناة إلى «نسمة الجديدة» عقب أزمة قطع البث عنها والتي دامت حوالي 5 أشهر.

## تاريخ
شهدت القناة في إنطلاقها نجاحاً بفضل بثها لبرنامج ستار أكاديمي المغرب العربي
يملك المنتج السنمائي التونسي الفرنسي طارق بن عمار والشركة الإيطالية ميدياست المملوكة من طرف سلفيو برلسكوني في رأس مالها ما قيمته 25 % لكل طرف منهما مع 25 % لغازي القروي و 25 % لأخيه نبيل القروي.
و ميدياست الإيطالية هي من استحوذت سابقاً على شركة أنديمول الهولندية المبتكرة لفكرة تلفزيون الواقع في العالم ببرنامجها الشهير الأخ الكبير كما أنها ابتكرت بعده برامج عديدة ومن بينها برنامج ستار أكاديمي. وتنوي ميدياسات من خلال شرائها ل25 % من رأس مال قناة نسمة دخول سوق المغرب العربي المتكون من 90 مليون نسمة واستقطاب مشاهدين من الجالية المغاربية بإيطاليا وفرنسا والبالغ عددهم 9 ملايين مغاربي.
ذاع صيتها لما عرضت القناة فيلم برسبوليس في14 أكتوبر 2011 ولاقت إحتجاجات داخل تونس العاصمة على ما وصف بأنه تعدّي الفيلم على الذات الإلهية. وقدمت قناة نسمة اعتذاراً على بث الفيلم. هوجم منزل نبيل القروي مدير قناة نسمة في ذات اليوم من 14 أكتوبر 2011.
أطلقت القناة في السادس عشر من شهر جانفي لسنة 2017 تجربة «نسمة لايف» في صيغة قناة إخبارية. إمتدت البرمجة الاخبارية من الساعة السابعة صباحاً إلى الثامنة مساءاً عبر برامج سياسية وثقافية ورياضية إضافة إلى موجز للأنباء على رأس كل ساعة تليها نشرة جوية.
من مذيعيها وفاء الطرابلسي التي قدمت برنامج «هات الصحيح» ورباب مبروكي التي تقدم الأخبار. قدم فيها سابقا فواز بن تمسك برنامج «ناس نسمة». وقدمت كوثر الباردي برنامجا حول الطبخ.

## أهم انتاجات القناة

### حاليا
- نسيبتي العزيزة
- خليل تونس
- ناس نسمة نيوز
- هات الصحيح
- صباح الخير تونس

### سابقا
- الصندوق
- مغربنا بين التحرير والتنوير
- الأحد السياسي
- ناس الخير
- لأجل عيون كاترين (مسلسل)
- ناس نسمة

## المسلسلات الأجنبية
- العشق الأسود
- ورد وشوك
- عفت
- يوسف الصديق
- حبك درباني
- قلوب الرمان
- قطوسة الرماد
- أنا ولدك يا بابا
- ملكة الليل
- حريم السلطان
- الريح في البريمة
- الحب الي كواني
- بين نارين
- نحبو ومانسلم فيه
- المؤسس عثمان
- للات النساء
- لعبت الأقدار
- ماهو ذنبي
- بنات فضيلة
- إيزيل
- لخوات

## إيقاف بث القناة
أعلنت قناة نسمة عن قيام الهيئة العليا المستقلة للإتصال السمعي البصري (الهايكا) الأربعاء 27 أكتوبر 2021، مصحوبة بقوات أمنية بقطع البث عنها وعن إذاعة القرآن الكريم وذلك تطبيقا لأحد قرارات «الهايكا».
الهايكا صرحت بأن نسمة واذاعة القرآن الكريم تمارسان نشاطات بث دون إجازة لذلك وقع إيقاف بثهما. فضلا عن تضمن ملف قناة «نسمة» شبهات فساد مالي وإداري إضافة إلى عدم استقلاليتها «سياسيا»، في إشارة إلى نبيل القروي المشرف السابق على القناة وحزبه.
قالت وسائل إعلام تونسية أن قناة نسمة «ماطلت في تسوية وضعيتها القانونية منذ سنة 2014 رغم مساعي الهيئة في هذا الإطار من خلال المراسلات والاجتماعات المتعددة مما اضطرها إلى اتخاذ قرار يقضي بإيقاف إجراءات التسوية في يوليو 2018، ومع ذلك استمرت القناة في البث بطريقة غير قانونية حتى بعد تنفيذ قرار الهيئة بحجز تجهيزات البث التابعة لها في ابريل 2019».
وسادت حالة من الفوضى في صفوف العمال أمام مقر القناة أثناء حضور قوات الأمن واقتحامها للمقر بالقوة، وردد العمال بالقناة هتافات مناوئة للحكومة. وأوقفت القناة البث المباشر وظلت تبث على مدار الساعة لقطات فيديو لتدخل قوات الأمن. كما تتهم «نسمة» هيئة «الهايكا» بإصدار قرار «مسيس» بالغلق كون القناة انتقدت سابقا سياسيات رئيس الحكومة يوسف الشاهد وانتقدت سياسات الرئيس الحالي قيس سعيد.
في مارس 2022، أبرمت القناة اتفاقية مع الهايكا تتيح لها استئناف البث بشكل مؤقت مع تغيير اسم القناة إلى «نسمة الجديدة».

## طالع كذلك
- قنوات تلفزية تونسية
- هاجر عدنان

## وصلات خارجية
لا توجد روابط لمواقع التواصل الاجتماعي.

- الموقع الرسمي لقناة نسمة.